# محمدزینا
محمدزِیْنا روستایی از توابع دهستان فداغ، در بخش مرکزی شهرستان گراش، در جنوب استان فارس در ایران است. در ضمن این روستا محل زندگی طایفهٔ قریش می‌باشد.
آب چاهایش نیمه‌شیرین، محصولاتش غلات و خرما و درخت گز است.
این روستا در کنار جادهٔ اصلی لار - عسلویه و مابین فداغ و بیرم واقع شده‌است. بعضی از مردم این روستا به شغل بنایی و کارگری و دامداری مشغول هستند اما بیشتر مردم در بندرعباس مشغول به کار می‌باشند.

## جغرافیای منطقه
این روستا آب و هوایی گرم و خشک و گرمسیری دارد. وجود رودخانهٔ فصلی، کوه، پوشش گیاهی نسبتاً مناسب و جانورانی از قبیل آهو، گوزن، قوچ، میش، گراز، و کبک از عناصر زیست‌محیطی و جاذبه‌های طبیعی آن هستند. محل نگهداری حیوانات در منطقهٔ ممنوع‌الشکار کوه بُل می‌باشد. روستای محمدزینا در نزدیکی ساحل خلیج فارس واقع شده‌است؛ این روستا از سمت شرق به کوه بُل منتهی می‌شود و در پنج کیلومتری غرب روستای فداغ قرار دارد.

## نژاد و مهاجرت
مردم محمدزینا از طایفهٔ قریش هستند و مهاجرینی از استان هرمزگان به منطقهٔ جنوب استان فارس می‌باشند. قریش‌ها مردمانی شتربان بوده‌اند. آن‌ها گرچه امروزه شترداری نمی‌کنند، علی‌رغم اینکه بسیاری از آن‌ها در حاشیهٔ شهرها و روستاها، یا با تشکیل روستاهای مستقل اسکان یافته‌اند، شیوهٔ دامداری و زندگی عشایری را رها نکرده‌اند و به پرورش بز و گوسفند و بعضاً شتر مشغولند.

## آب و هوا
هوای محمدزینا ۶ ماه از سال معتدل و قابل تحمل است و ۵ ماه از سال بسیار گرم می‌باشد. ۱ ماه در سال نیز سرمای خشک دارد. متوسط رطوبت ۶۳٪ می‌باشد. میزان متوسط بارش باران ۱۰۰ میلی‌متر است و این باران منظم نیست که بتوان برنامه‌ریزی کرد. گاه این بارش در یک هفته می‌آید و بعضاً در کل سال هیچ بارانی نمی‌بارد. باران تحت تأثیر چند جبهه است. جبههٔ سودانی از مرکز آفریقا به طرف عربستان و نهایتاً به جنوب ایران می‌رسد و جبههٔ مدیترانه‌ای که از غرب وارد کشور می‌شود ضمناً در منطقهٔ جنوب فارس و همین‌طور محمدزینا تحت تأثیر اقیانوس هند طوفان همراه با رگبار باران دارد که معروف به چهل پسینی است.

## جمعیت
جمعیت این روستا براساس سرشماری مرکز آمار ایران در سال ۱۳۹۵، ۱۰۶۶ نفر شامل ۲۳۲ خانوار بوده‌است.